# Раткліфф (Арканзас)
Раткліфф (англ. Ratcliff) — місто (англ. city) в США, в окрузі Логан штату Арканзас. Населення — 167 осіб (2020).

## Географія
Раткліфф розташований на висоті 129 метрів над рівнем моря за координатами 35°18′25″ пн. ш. 93°53′19″ зх. д. / 35.30694° пн. ш. 93.88861° зх. д. (35.306946, -93.888636).  За даними Бюро перепису населення США в 2010 році місто мало площу 4,74 км², з яких 4,71 км² — суходіл та 0,02 км² — водойми.

## Демографія
Згідно з переписом 2010 року, у місті мешкали 202 особи в 82 домогосподарствах у складі 60 родин. Густота населення становила 43 особи/км².  Було 94 помешкання (20/км²). 
Расовий склад населення:
| - 94,6 % — білих - 1,5 % — корінних американців - 0,5 % — чорних або афроамериканців - 3,0 % — осіб інших рас |

До двох чи більше рас належало 0,5 %. Іспаномовні складали 4,0 % від усіх жителів.
За віковим діапазоном населення розподілялося таким чином: 23,3 % — особи молодші 18 років, 54,4 % — особи у віці 18—64 років, 22,3 % — особи у віці 65 років та старші. Медіана віку мешканця становила 45,0 року. На 100 осіб жіночої статі у місті припадало 94,2 чоловіків;  на 100 жінок у віці від 18 років та старших — 96,2 чоловіків також старших 18 років.
Середній дохід на одне домашнє господарство  становив 49 829 доларів США (медіана — 38 750), а середній дохід на одну сім'ю — 61 244 долари (медіана — 43 750). За межею бідності перебувало 13,4 % осіб, у тому числі 12,9 % дітей у віці до 18 років та 16,3 % осіб у віці 65 років та старших.
Цивільне працевлаштоване населення становило 80 осіб. Основні галузі зайнятості: роздрібна торгівля — 27,5 %, виробництво — 17,5 %, освіта, охорона здоров'я та соціальна допомога — 17,5 %.
За даними перепису населення 2000 року в Раткліффі проживав 191 осіб, 57 сімей, налічувалося 76 домашніх господарств і 86 житлових будинків. Середня густота населення становила близько 39,8 осіб на один квадратний кілометр. Расовий склад Раткліффа за даними перепису розподілився таким чином: 98,43 % білих, 0,52 % — корінних американців, 1,05 % — представників змішаних рас.
Іспаномовні склали 1,57 % від усіх жителів міста.
З 76 домашніх господарств в 30,3 % — виховували дітей у віці до 18 років, 63,2 % представляли собою подружні пари, які спільно проживали, в 9,2 % сімей жінки проживали без чоловіків, 23,7 % не мали сімей. 19,7 % від загального числа сімей на момент перепису жили самостійно, при цьому 9,2 % склали самотні літні люди у віці 65 років та старше. Середній розмір домашнього господарства склав 2,51 особи, а середній розмір родини — 2,88 людини.
Населення міста за віковим діапазоном за даними перепису 2000 року розподілилося таким чином: 23,6 % — жителі молодше 18 років, 9,4 % — між 18 і 24 роками, 27,7 % — від 25 до 44 років, 26,7 % — від 45 до 64 років і 12,6 % — у віці 65 років та старше. Середній вік мешканця склав 37 років. На кожні 100 жінок в Раткліффі припадало 96,9 чоловіків, у віці від 18 років та старше — 102,8 чоловіків також старше 18 років.
Середній дохід на одне домашнє господарство в місті склав 23 000 доларів США, а середній дохід на одну сім'ю — 27 500 доларів. при цьому чоловіки мали середній дохід в 27 500 доларів США на рік проти 16 875 доларів середньорічного доходу у жінок. Дохід на душу населення в місті склав 13 530 доларів на рік. 15,5 % від усього числа сімей в населеному пункті і 20,5 % від усієї чисельності населення перебувало на момент перепису населення за межею бідності, при цьому 21,4 %з них були молодші 18 років і 22,6 % — у віці 65 років та старше.